# Зенон Ґрохолевський
Зенон Ґрохолевський (пол. Zenon Grocholewski; 11 жовтня 1939, Брудкі — 17 липня 2020, Рим) — польський церковний діяч, єпископ з 1983 року, архієпископ ad personam у 1991—2001, урядник Римської курії, префект Конгрегації католицької освіти (1999—2015), кардинал-диякон (2001—2011), кардинал-пресвітер з 2011 року.

## Життєпис
Закінчив студії права в Папському григоріанському університеті. Був висвячений на священика в Познані 27 травня 1963 року. З 1966 року проживає в Римі. З 1972 по 1999 рік працював у Найвищому Трибуналі Апостольської Сигнатури, а з 4 жовтня 1998 року до 15 листопада 1999 року був його префектом. Був президентом Касаційного суду Ватикану.
6 січня 1983 року отримав єпископські свячення на титулярного єпископа Акрополя, а через вісім років був призначений архієпископом ad personam цього осідку. 15 листопада 1999 року папа Іван Павло II призначив його префектом Конгрегації католицького освіти
У 2001 році Зенон Ґрохолевський став кардинал-дияконом з титулярною церквою Сан-Нікола-ін-Карчере, 21 лютого 2011 року отримав підвищення до рангу кардинал-пресвітера. 31 березня 2015 року папа Франциск прийняв його зречення з посади префекта Конгрегації католицької освіти.
Кардинал Зенон Ґрохолевський вважається одним з найкращих сучасних експертів з канонічного права. Він є автором і співавтором численних книг та статей у канонічних журналах та колективних творах. Всього його бібліографія перевищує 550 публікацій на 12 мовах. Окрім польської мови, він також володів італійською, латинською, французькою, іспанською та англійською мовами.
Учасник конклавів 2005 та 2013 року.

## Нагороди
- Великий Хрест ордена Заслуг (Чилі, 2003)
- Великий Хрест із зіркою та плечовою стрічкою ордена «За заслуги перед Федеративною Республікою Німеччина» (Німеччина, 2005)
- Командорський Хрест із зіркою ордена Відродження Польщі (Польща, 9 листопада 2009)
- Командор ордена Академічних пальм (Франція, 2009)
- Медаль «Missio Reconciliationis» (2010)

## Почесні наукові ступені
Доктор honoris causa:
- Університету кардинала Стефана Вишинського у Варшаві (1998)
- Люблінського католицького університету (1999)
- Університету Пассау (2001)
- Університету Коменського в Братиславі (2002)
- Університету імені Адама Міцкевича у Познані (2004)
- Сілезького університету в Катовицях (2010)
- Католицького університету в Ружомбероку (2013)